# Пекеньо, Лор
Лор (Лаура) Пекеньо (фр. Laure Pequegnot, 30 сентября 1975, Ешироль) — французская горнолыжница, выступавшая за сборную Франции с 1994 по 2006 год. Принимала участие в трёх зимних Олимпийских играх, наиболее успешным оказалось выступление в 2002 году в Солт-Лейк-Сити, где она выиграла серебряную медаль в слаломе, уступив хорватке Янице Костелич всего лишь 0,07 секунды.
Лор Пекеньо восемь раз получала подиум различных этапов Кубка мира, в том числе трижды приезжала первой, пять раз второй и один раз третьей (34 раза попадала в десятку лучших). Четыре раза становилась призёркой этапов Кубка Европы, в её послужном списке два первых места и два третьих. Завершила спортивную карьеру после сравнительно неудачного выступления на Олимпиаде в Турине в 2006 году.